# Alanson
Alanson es una villa ubicada en el condado de Emmet en el estado estadounidense de Míchigan. En el Censo de 2010 tenía una población de 738 habitantes y una densidad poblacional de 279,63 personas por km².

## Geografía
Alanson se encuentra ubicada en las coordenadas 45°26′34″N 84°47′13″O / 45.44278, -84.78694. Según la Oficina del Censo de los Estados Unidos, Alanson tiene una superficie total de 2.64 km², de la cual 2.56 km² corresponden a tierra firme y (3.04%) 0.08 km² es agua.

## Demografía
Según el censo de 2010, había 738 personas residiendo en Alanson. La densidad de población era de 279,63 hab./km². De los 738 habitantes, Alanson estaba compuesto por el 92.41% blancos, el 0% eran afroamericanos, el 5.01% eran amerindios, el 0.27% eran asiáticos, el 0% eran isleños del Pacífico, el 0% eran de otras razas y el 2.3% pertenecían a dos o más razas. Del total de la población el 1.36% eran hispanos o latinos de cualquier raza.